# Песочник (мультфильм)
«Песочник» (англ. Piper) — короткометражный анимационный фильм, созданный Pixar Animation Studios. Короткометражка режиссёра Алана Барилларо. Выпущен вместе с полнометражным мультфильмом «В поисках Дори» 16 июня в 2016 году.
Короткометражка о птенце песочника, который учится преодолевать гидрофобию. Вдохновение на создание пришло от студии Pixar, Калифорния, а именно в Мьюир Бич, где художник-мультипликатор Алан Барилларо, пробегаясь по пляжу, заметил птичек, тысячами спасающихся от воды, но возвращающихся за едой, когда вода отступает.
В 2017 году фильм стал обладателем премии «Оскар» в номинации «Лучший анимационный короткометражный фильм».

## Сюжет
Стая представителей бекасовых охотится за едой у побережья, бросаясь выклёвывать пищу из песка, когда волна уходит, а когда наступает, они убегают. Одна маленькая представительница семейства бекасовых так воодушевлена своей мамой, что решается присоединиться к стае, но ей не удалось вовремя отступить, поэтому она полностью промокла от волны. Происшествие оставляет её запуганной водой; она отказывается покидать гнёздышко, но скоро замечает группу раков-отшельников, закапывающихся в песок в поиске еды, оставаясь защищёнными от волн. Копируя их поведение, птичка узрела красоту подводного мира и стала самой лучшей в поиске еды во всей стае.

## Производство
Барилларо потребовалось три года, чтобы создать шестиминутный короткометражный фильм с использованием передовых технологий, которые вполне могли обозначить будущее студии. Чтобы придать куликам и другим птицам, видимым на заднем плане, реалистичный вид, Барилларо и команда аниматоров посетили пляжи в районе залива Сан-Франциско, а также океанариум залива Монтерей-Бей, чтобы изучить их внешний вид и поведение. В частности, перья куликов были прорисованы в мельчайших деталях.

## Критика
Эрик Кон из IndieWire поставил фильму оценку «A-», назвав его «захватывающей историей выживания». Он похвалил анимацию за «невероятную реалистичность» и сказал, что Pixar вывела короткометражный фильм на «неизведанную новую территорию». Кон также считает, что стиль повествования похож на стиль фильмов Studio Ghibli. В статье для Insider Кирстен Акуна также похвалила анимацию, назвав изображение песка и воды «невероятно реальным».
Питер Дебрюге из Variety написал, что Пайпер была «простой, как хайку, и в то же время потрясающей», и назвал ее «бесспорно лучшей» из номинантов того года на премию Оскар за «Лучший анимационный короткометражный фильм». Стефани Мерри из The Washington Post назвала фильм «одним из самых сильных фильмов Pixar», в то время как Марси Кук из сайта «The Mary Sue» высказала мнение, что он лучше, чем «В поисках Дори», вместе с которым он был выпущен. В 2022 году ресурс Comic Book Resources поставил картину на второе место в списке лучших короткометражных фильмов Disney или Pixar.